# Trofeo Joan Gamper 2014
El Trofeo Joan Gamper 2014 fue la XLIX edición del torneo amistoso. El encuentro se diputo el 18 de agosto, en esta ocasión el F. C. Barcelona recibió al Club León mexicano. Este partido significaba el primer enfrentamiento de Luis Enrique en el Camp Nou como su entrenador. Finalmente los azulgranas se llevaron su 37° título, al vencer a los esmeraldas por un amplio 6 a 0. Los goleadores del partido fueron Neymar y Munir El Haddadi con 2 anotaciones cada uno, además el argentino Lionel Messi se llevó el premio al mejor jugador del partido.

## Partido
| 13         | POR        | Claudio Bravo     | 65' |
| 22         | DEF        | Dani Alves        | 65' |
| 14         | DEF        | Javier Mascherano | 45' |
| 24         | DEF        | Jérémy Mathieu    | 65' |
| 18         | DEF        | Jordi Alba        | 76' |
| 4          | MED        | Ivan Rakitić      | 65' |
| 5          | MED        | Sergio Busquets   | 65' |
| 8          | MED        | Andrés Iniesta    | 65' |
| 10         | DEL        | Lionel Messi      | 65' |
| 12         | DEL        | Rafinha Alcántara | 76' |
| 11         | DEL        | Neymar            | 45' |
| Entrenador | Entrenador | Luis Enrique      |     |

| 25         | POR        | William Yarbrough   |     |
| 19         | DEF        | Jonny Magallón      |     |
| 4          | DEF        | Rafael Márquez      | 51' |
| 35         | DEF        | Ignacio González    |     |
| 7          | DEF        | Edwin Hernández     |     |
| 23         | MED        | José Juan Vázquez   |     |
| 6          | MED        | José María Cárdenas |     |
| 27         | MED        | Carlos Peña         |     |
| 8          | MED        | Elías Hernández     |     |
| 17         | DEL        | Mauro Boselli       |     |
| 24         | DEL        | Yamilson Rivera     |     |
| Entrenador | Entrenador | Gustavo Matosas     |     |

| 3  | DEF | Gerard Piqué       | 45' |
| 27 | MED | Munir El Haddadi   | 45' |
| 25 | POR | Jordi Masip        | 65' |
| 2  | DEF | Martín Montoya     | 65' |
| 15 | DEF | Marc Bartra        | 65' |
| 6  | MED | Xavi Hernández     | 65' |
| 20 | MED | Sergi Roberto      | 65' |
| 26 | MED | Sergi Samper       | 65' |
| 29 | DEL | Sandro Ramírez     | 65' |
| 28 | DEF | Alejandro Grimaldo | 76' |
| 9  | DEL | Luis Suárez        | 76' |

| 18 | MED | Wanderley | 51' |

| Anotado | 3'  | Lionel Messi     | 1-0 |
| Anotado | 12' | Neymar           | 2-0 |
| Anotado | 43' | Neymar           | 3-0 |
| Anotado | 55' | Munir El Haddadi | 4-0 |
| Anotado | 78' | Munir El Haddadi | 5-0 |
| Anotado | 89' | Sandro Ramírez   | 6-0 |

| Árbitro | Alfonso Javier Álvarez Izquierdo |

| 13         | POR        | Claudio Bravo     | 65' |
| 22         | DEF        | Dani Alves        | 65' |
| 14         | DEF        | Javier Mascherano | 45' |
| 24         | DEF        | Jérémy Mathieu    | 65' |
| 18         | DEF        | Jordi Alba        | 76' |
| 4          | MED        | Ivan Rakitić      | 65' |
| 5          | MED        | Sergio Busquets   | 65' |
| 8          | MED        | Andrés Iniesta    | 65' |
| 10         | DEL        | Lionel Messi      | 65' |
| 12         | DEL        | Rafinha Alcántara | 76' |
| 11         | DEL        | Neymar            | 45' |
| Entrenador | Entrenador | Luis Enrique      |     |

| 25         | POR        | William Yarbrough   |     |
| 19         | DEF        | Jonny Magallón      |     |
| 4          | DEF        | Rafael Márquez      | 51' |
| 35         | DEF        | Ignacio González    |     |
| 7          | DEF        | Edwin Hernández     |     |
| 23         | MED        | José Juan Vázquez   |     |
| 6          | MED        | José María Cárdenas |     |
| 27         | MED        | Carlos Peña         |     |
| 8          | MED        | Elías Hernández     |     |
| 17         | DEL        | Mauro Boselli       |     |
| 24         | DEL        | Yamilson Rivera     |     |
| Entrenador | Entrenador | Gustavo Matosas     |     |

| 3  | DEF | Gerard Piqué       | 45' |
| 27 | MED | Munir El Haddadi   | 45' |
| 25 | POR | Jordi Masip        | 65' |
| 2  | DEF | Martín Montoya     | 65' |
| 15 | DEF | Marc Bartra        | 65' |
| 6  | MED | Xavi Hernández     | 65' |
| 20 | MED | Sergi Roberto      | 65' |
| 26 | MED | Sergi Samper       | 65' |
| 29 | DEL | Sandro Ramírez     | 65' |
| 28 | DEF | Alejandro Grimaldo | 76' |
| 9  | DEL | Luis Suárez        | 76' |

| 18 | MED | Wanderley | 51' |

| Anotado | 3'  | Lionel Messi     | 1-0 |
| Anotado | 12' | Neymar           | 2-0 |
| Anotado | 43' | Neymar           | 3-0 |
| Anotado | 55' | Munir El Haddadi | 4-0 |
| Anotado | 78' | Munir El Haddadi | 5-0 |
| Anotado | 89' | Sandro Ramírez   | 6-0 |

| Árbitro | Alfonso Javier Álvarez Izquierdo |

| Bandera de España                  |
| Campeón F. C. Barcelona 37° título |